# Jorge Arroyo (dramaturgo)
Jorge Arroyo-Pérez (nacido en San José en 1959) es un escritor, dramaturgo, columnista de opinión, ensayista, poeta y director teatral costarricense. 
Es el único autor en recibir cuatro veces el Premio Nacional Aquileo J. Echeverría en teatro -la más importante distinción para dramaturgos en Costa Rica- (1996, 2003, 2004 y 2008) además de ser el único en ser premiado en dos años consecutivos. Se han estrenado más de 40 de sus obras que se han presentado en Costa Rica, Panamá, Paraguay, Puerto Rico, Bolivia, Francia y Brasil. Ha sido traducido al portugués, inglés y francés. Tiene 16 libros publicados y forma parte de la antología Drama contemporáneo costarricense. 
Es conocido por sus piezas La tea fulgurante: Juan Santamaría o las iras de un dios (2004) monólogo didáctico sobre el héroe nacional de Costa Rica, la comedia contemporánea Trío (2000), La tertulia de los espantos (1997) obra postmodernista sobre tradiciones costarricenses y Mata Hari: sentencia para una aurora (1987) sobre la famosa bailarina holandesa acusada de espionaje en la Primera Guerra Mundial. Es cofundador del Grupo La Tea Archivado el 7 de marzo de 2017 en Wayback Machine., Premio Nacional de Teatro a Mejor Grupo Teatral de 2009. Actualmente Arroyo funge como Embajador de Costa Rica ante UNESCO.
Su aproximación estética y creativa al teatro es variada, abarcando una amplia gama de géneros, desde comedia y drama hasta teatro didáctico, grandes frisos postmodernistas y recreaciones históricas multitudinarias que se han presentado en teatros, estadios y grandes espacios al aire libre. También aborda temas de diversa índole, pero la fisga humorística y un agudo tratamiento caracterológico en todos sus personajes es común en todas sus obras.  La Enciclopedia Columbia de Drama Moderno (The Columbia Encyclopedia of Modern Drama) destaca el uso que Arroyo hace de la sátira mordaz para criticar el estatus. Es el autor de la primera obra de teatro postmodernista en América Central, la primera pieza de teatro gay en Costa Rica y ha sido reconocido como “el más historiador de los dramaturgos costarricenses”.
Algunas líneas sobre Arroyo del Diccionario de Teatro Hispanoamericano:
“Sus primeras obras de teatro desarrollan personajes populares, con sus costumbres y giros idiomáticos locales, situaciones humorísticas con la ingenuidad y viveza campesinas, recuperando y reelaborando estéticamente mecanismos y temas utilizados a principios del siglo XX. En posteriores trabajos el autor se adentra en un teatro más lírico y personal, no exento de connotaciones políticas. También revisita algunos de los iconos de la historia contemporánea, adentrándose en lo que sus vidas tuvieron de drama personal y social, cuestionando lo escrito por los textos oficiales.”
José Luis García Barrientos, especialista en teatro del CSIC, en su prólogo a su obra Trío, ha dicho que Arroyo logra trascender hasta “tocar la fibra de lo humano (eso que, según Harold Bloom, inventó Shakespeare, y lo hace mediante procedimientos genuinamente artísticos: eficaces, auténtico y originales." En el medio teatral se le ha comparado como un Oscar Wilde latinoamericano. El diálogo chispeante e ingenioso que Arroyo despliega en sus piezas de alta comedia le ha valido este reconocimiento general, inclusive en voces como la del comunicador y filósofo Sergio Román a quien los diálogos de Arroyo le “recuerdan la sabrosa inteligencia de Wilde”. Esta comparación con el destacado escritor irlandés de principios del siglo XX es una constante en Arroyo, tanto por su uso de la fisga, el ingenio y el humor elegante dentro y fuera del escenario. 
Otras influencias que Arroyo ha mencionado en diversos momentos son el español Ramón María del Valle-Inclán y el mexicano Emilio Carballido.
En teatro también ha tenido una carrera exitosa como actor, promotor cultural y productor artístico. Además Arroyo tiene un abundante corpus de columnas de opinión, reportajes y ensayos publicados en revistas y periódicos de Costa Rica y otros países. Sus colaboraciones en columnas periodísticas y revistas especializadas suman más de 500 artículos en el periódico La Nación y ha sido reconocido como periodista antropológico. 
Se ha involucrado en el ámbito político siendo candidato a la vicepresidencia de Costa Rica en las elecciones de 2006.

## Primeros años
Nació en San José, Costa Rica en 1959, pero creció en el cantón central de la provincia de Alajuela. Costumbres y tradiciones que se pueden encontrar en sus textos derivan de las experiencias adquiridas durante esta etapa. Fue un estudiante destacado de la Escuela República de Guatemala, una escuela primaria pública. Recibió su educación secundaria en el colegio Marista. En 1977 entra a la escuela de Derecho de la Universidad de Costa Rica y dos años más tarde ingresaría a la de Artes Dramáticas de esa misma universidad. Se gradúa en Artes Dramáticas en 1982 al tiempo que ya ha comenzado una carrera actoral y en ese mismo año recibe el Premio Nacional por Mejor Actor Debutante. 

## Carrera profesional
Muy temprano en su carrera Arroyo incursiona en el mundo de la literatura por medio de la poesía con sus primeros libros: Para aprisionar nostalgias en 1983, galardonado con el Premio Joven Creación de la Asociación Nacional de Autores de Costa Rica y la Editorial Costa Rica y Cuerpo de mimbre en 1984, ganador del premio UNA Palabra de la Universidad Nacional de Costa Rica (UNA).
Al mismo tiempo inicia sus trabajos en el área dramatúrgica. Desde sus primeras producciones ha generado aplausos tanto de la crítica como del público. Su primera comedia L’ánima sola de Chico Muñoz (1985) se convirtió en la obra de mayor tiempo en carteleras costarricenses por muchísimos años. Su trabajo generó gran demanda y su segunda pieza La chupeta electrónica (1986) fue otro éxito de público seguido por Con la honra en el alambre basado en el cuento corto de Maupassant Le rosier de Madame Husson. En esta etapa también escribe en 1986 Fantasma por error. Esta obra sería montada en el año 2005 en Panamá, en el 2007 en el Teatro Municipal de Alajuela y en el 2016 en Paraguay. Por el montaje panameño se le otorgó al autor el Premio Nacional Anita Villalaz por mejor obra extranjera. 
Estos primeros textos desarrollan personajes populares y situaciones humorísticas, rescatando tradiciones orales y estéticamente re-elaborando mecanismos usados en los inicios del siglo XX.

## 80’s y 90’s
En trabajos subsiguientes el autor profundiza en un teatro más lírico y personal, no exento de connotaciones políticas. También revisita iconos de la historia contemporánea profundizando en sus vidas personales y en drama social, cuestionando lo que se ha escrito en textos oficiales. En esta línea escribe Mata-Hari: sentencia para una aurora (1987) donde reinterpreta la vida de Mata-Hari como una víctima de las maquinaciones del poder en vez de la supuesta doble agente que fue sentenciada por espionaje. La escribió durante su estadía en el International Writing Program (IWP) fundado por Paul Engle en la Universidad de Iowa, EE. UU. y por ella recibiría su primer Premio Nacional Aquileo J. Echeverría. Esta obra también le dio reconocimiento internacional pues fue presentada en Puerto Rico, Venezuela y un poco después traducida y escenificada en Brasil 2002 – 2003. Arroyo abrió brecha nuevamente en 1991 con su obra La aventura del café. Este texto orientado al turismo dramatiza la historia del café, un producto de gran importancia para la economía costarricense. Fue el primer texto de su tipo en Costa Rica y en 1995 recibió el Premio de Excelencia Turística por American Sightseeing International. Su auto sacramental La entrada de Jesús en Jerusalem fue representado en las calles de Alajuela en 1995.
En 1997 Arroyo escribiría dos espectáculos de gran formato al aire libre Albores y Leyendas, ambos sobre tradiciones e historia costarricense. Estos textos son la génesis de una de sus más importantes y complejas obras, la obra monumental La tertulia de los espantos.  Como se lee en su prólogo la obra nos lleva “desde la leyenda y los mitos de creación del mundo a la fragmentación postmoderna del espectáculo”. Este texto reelabora lo que Arroyo había desarrollado en sus primeros años y lo presenta en un estilo de espectacularidad de teatro contemporáneo. La pieza es considerada la primera obra de teatro postmoderno en América Central. 
Sus trabajos siguientes hacen una nueva ruptura hacia un teatro más lírico y personalista, como en El surco entre la flor y el labio (1997) en la que trata el tema de la crisis del rol de la mujer en la sociedad a partir de la relación de una madre y su hija. De ese mismo año también es Azul Marlene. En esta obra, que se desarrolla en una prisión Nazi en el final de la Segunda Guerra Mundial, Arroyo nos confronta con la cruda realidad de un prisionero homosexual de la época. Esta es considerada la primera pieza de teatro gay de Costa Rica y probablemente de América Central.

## 2000’s
En el 2002 su comedia Trío fue montada en Panamá con gran éxito de público y crítica. Con esta obra Arroyo nuevamente nos muestra su enorme habilidad para manejar diversos estilos y géneros, presentando una comedia con un escenario prácticamente vacío donde tres mejores amigos, una mujer y dos hombres, nos llevan por una montaña rusa de emociones, ágilmente pasando del pasado al presente. En ese mismo año presenta la lectura dramatizada de Valentino: la soledad del halcón, su visión de la vida del inmortal Rodolfo Valentino. 
En sus trabajos más recientes y maduros desarrolla el teatro histórico, como en La patria primera (2002) sobre la independencia de Costa Rica y Figueroa notario de la patria inédita (2003). Texto monumental de cuatro actos que ocurre en la Costa Rica del siglo XIX, en la que el autor nos recuenta la vida de José María Figueroa, el impetuoso e incansable aventurero que escandalizó a la sociedad mojigata de su época. Este personaje histórico es más conocido por ser el autor de El álbum de Figueroa, una colección de dibujos, mapas, árboles genealógicos, recortes de periódicos, resguardado por el Archivo Nacional de Costa Rica como uno de los documentos más preciados del país y parte de la lista de patrimonio de UNESCO. Por esta obra el autor recibiría otro Premio Nacional Aquileo J. Echeverría. 
Otra línea de trabajo que ha desarrollado este dramaturgo ha sido un programa pionero en varios centros educativos del país con el fin de promover el teatro en colegios y motivar a nuevos talentos. Para esto Jorge Arroyo entabla una colaboración con Roberto Zeledón uno de los más reconocidos actores y productores del país para formar ambos un grupo independiente de teatro, el Grupo La Tea. En el 2004 escenifican el texto de Arroyo La tea fulgurante: Juan Santamaría o las iras de un dios sobre el héroe nacional Juan Santamaría. La obra cumplía con la función de motivar a los estudiantes en el aprendizaje de la historia patria y a la vez posibilitar un primer acercamiento ameno al teatro profesional. Esta obra significó otro Premio Nacional de Teatro Aquileo J. Echeverría para Arroyo y además fue incluida en las lecturas recomendadas del Ministerio de Educación a partir del año 2011. La obra se presentó a lo largo de las provincias del país y se mantiene todavía en repertorio. La labor del grupo fue reconocida en el año 2009 con el Premio Nacional de Teatro a Mejor Grupo.
Otro proyecto del Grupo La Tea, escrito también por Arroyo, es  Costa Rica: formación de una nación, un recorrido teatralizado en las salas de historia del Museo Nacional de Costa Rica. Este es otro de sus textos didácticos y se centra en los eventos históricos del siglo XIX de Costa Rica. La obra tuvo tres temporadas consecutivas (2008, 2009 y 2010) y contó con el apoyo del Banco Nacional de Costa Rica. El proyecto recibió una Mención de Honor en el I Premio Educación y Museos de Ibermuseos Archivado el 24 de abril de 2017 en Wayback Machine., dado en el 2010 en el Museo de América enMadrid, España. 
En el 2008 el Grupo La Tea estrena su obra La romería, sobre el peregrinaje de un enfermo de sida y una enferma de cáncer a un santuario religioso. Es su pieza más filosófica hasta el momento y le mereció a Arroyo su cuarto Premio Nacional Aquileo J. Echeverría, convirtiéndolo en el único autor en recibirlo cuatro veces en la rama de teatro. 
En el 2006/2007 y en el 2011/2012 fungió como director del . Durante su gestión la sala tuvo sus actividades más destacadas. Ahí el dirigió un re-montaje de su propia pieza L'ánima sola de Chico Muñoz que nuevamente rompió récords de audiencia. También escribió Retablo Navideño para las festividades de fin de año. Su administración del teatro también incluyó giras de otras compañías productoras que enriquecieron ámbito artístico de la Alajuela de ese momento. 
También ha escrito su primera novela Félix el puma y la gran carrera. Una novela juvenil publicada por Alfaguara en 2012. Ubicada en el bosque tropical seco, la novela cuenta las aventuras del joven puma Félix y su deseo de ganar el trofeo de caracolas del bosque con sus otros amigos felinos y el resto de la fauna del bosque. 
En el 2014 escribe la obra Al compás de la carreta que fue estrenada en las festividades del más grande desfile de carretas del país en Escazú. Este es un texto orientado a la familia sobre la tradición del  boyeo costarricense una parte intrínseca de la idiosincrasia del país que forma parte de la lista de Patrimonio Intangible de la UNESCO. Ese mismo año escribió y dirigió De fábrica de licores a factoría cultural, el primer recorrido teatralizado del CENAC (Centro Nacional de la Cultura) del Ministerio de Cultura y Juventud. El recorrido se presentó de junio a diciembre de ese año y atrajo una cantidad numerosa de espectadores con su manera particular de mezclar hechos históricos con entretenimiento teatral.  
Su obra Mata-Hari: Sentencia para una aurora fue publicada en una edición trilingüe (español, portugués e inglés) por la Universidad Técnica Nacional (UTN) en Alajuela en el 2014. Este es una publicación singular no vista hasta ahora en Costa Rica. La presentación del libro en enero de 2015 fue un evento destacado en el que participó el presidente de la república. Ahí Arroyo daría un discurso emblemático en el que enunció sus diez principios de fe escritural -un manifiesto artístico personal- una alocución memorable que ha pasado a la historia en la que este prolífico autor comparte públicamente sus rigurosas creencias en relación con la escritura y la publicación.

## Labor diplomática
De 2015 a 2018 se desempeñó como el embajador de Costa Rica ante UNESCO periodo en el que se dedica de lleno a aquella Misión. Como diplomático realizó una destacada representación multilateral de su país, ampliamente reconocida, que devino en un reposicionamiento muy favorable de Costa Rica dentro de la citada agencia de las Naciones Unidas. 
Varios de sus logros en aquel periodo están revestidos de notable importancia histórica:
- Consiguió que, por primera vez, Costa Rica fuese incluida en la lista de Patrimonio Documental[7] Memoria del Mundo con la incorporación de la Declaratoria de la Abolición del Ejército en Costa Rica y del Fondo documental de la Corte de Justicia Centroamericana.

- Con el concurso de las autoridades ambientales costarricenses, concretó la declaratoria de la cuenca del río Savegre como Reserva Mundial de la Biosfera de UNESCO.
- Junto con la primera dama Mercedes Peñas, asumió, propició y concretó la realización del proyecto TeachHer en Costa Rica, iniciativa de alcance centroamericano adscrita a los programas STEAM de la UNESCO (Programas de Ciencias, Tecnología, Educación, Artes y Matemáticas), orientado a las niñas de la región que tuviesen intereses científicos.
- Acompañó la inclusión de la capital San José dentro de la red mundial de Ciudades del aprendizaje.
- Propició, atendió y concretó el financiamiento para múltiples proyectos relevantes en su país en temas como la promoción de sitios patrimoniales, la promoción de justicia en afrodescendientes, análisis de género y publicidad, y consiguió importantes ayudas económicas concretas para las comunidades afectadas por el huracán Otto.
- En su gestión, a Costa Rica se le otorgó el Premio UNESCO-Rey Hamad Bin Isa Al-Khalifa del Reino de Baréin[8] por las prácticas innovadoras del país en lo referente al uso de las Tecnologías de la Comunicación e Información (TIC) en la Educación.

Aunado a sus condiciones diplomáticos de alto nivel, y a su destacado papel como mediador en procura de consensos, logró visibilizar su delegación con la realización de diversos eventos culturales (obras de teatro, lecturas, presentaciones de libros), y posicionar el nombre de Costa Rica como partícipe de actividades estratégicas en las que se promocionó el arte, la literatura, la historia, la gastronomía, las tradiciones, la ecología y el ambiente de su país, con el eje transversal de la Paz para alcanzar la justicia y el bienestar social en equidad, basamentos de la idiosincrasia de los costarricenses.

## Obras
- L'ánima sola de Chico Muñoz (1979)
- La chupeta electrónica (1986)
- Ayer, cuando me decías que me querías (1986)
- Con la honra en el alambre (1987)
- Mata Hari: sentencia para una aurora (1987)
- Fantasma por error (1989)
- La aventura del café (1990)
- La Batalla de Rivas (1994)
- La entrada de Jesús en Jerusalén (1995)
- Albores (1997)
- Leyendas (1997)
- Azul Marlene (1997)
- La tertulia de los espantos (1997)
- El surco entre la flor y el labio (1997)
- Trío (2000)
- Valentino, la soledad del halcón (2002)
- La patria primera -hombres de fecunda labor- (2002)
- Figueroa: notario de la patria inédal Universidad Nacional (EUNA), 1985.
- Mata Hari: sentencia para una aurora. San José: Editorial del Teatro Nacional de Costa Rica, 1991.
- Azul Marlene. San José: Editorial del Teatro Nacional de Costa Rica, 1997.
- Dos obras y una más. San José: Editorial Costa Rica, 2000.
- La patria primera -hombres de fecunda labor- San José: ICAR, 2002.
- La tea fulgurante: Juan Santamaría o las iras de un dios. Alajuela: Editorial del Museo Histórico Cultural Juan Santamaría, 2005.
- La tea fulgurante: Juan Santamaría o las iras de un dios. San José: Editorial Costa Rica, 2006.
- Figueroa: notario de la patria inédita. San José: Editorial de la Universidad Estatal a Distancia (EUNED), 2006.
- La Romería. San José: Editorial de la Universidad Estatal a Distancia (EUNED), 2009.
- Félix el puma y la gran carrera. San José: Alfaguara, 2012.
- Trío. San José: Litho Offset Graphic, 2012.
- La tea fulgurante: Juan Santamaría o las iras de un dios. San José: Jadine Editorial, 2013.
- Mata-Hari: Sentencia para una aurora. Edición trilingüe español, portugués e inglés.  Alajuela: Editorial de la Universidad Técnica Nacional (EUTN), 2014.